# Hernando Bernal Duran
Hernando Bernal Duran (Bogotà, 22 dicembre 1919 – Bogotà, 14 ottobre 2018) è stato un militare colombiano, fondatore e primo comandante della scuola militare colombiana del gruppo di combattimento "Lanceros".

## Biografia
Hernando Bernal Duran nacque 22 dicembre 1919 a Bogotà, capitale della Colombia, da Elías Bernal e Carmen Durán; terzo di quattro fratelli, entrò nella scuola militare dei cadetti durante l'anno 1938; la sua vita ruotava attorno al servizio militare, era ufficiale della Scuola Militare di Cadetti e questo rappresentava un privilegio perché era nel miglior processo di selezione e fu scelto per far parte del primo gruppo di ufficiali dell'Esercito Colombiano per studiare nell'esercito degli Stati Uniti, in quel gruppo che contava sulla presenza del Sig. Colonnello (R) Ralph Puckett Jr. dell'esercito degli Stati Uniti, pianificando e stabilendo l'apertura della "Scuola dei Lanceros".
Frequentò i corsi di comando a Fort Benning negli Stati Uniti.
Nel 1955 fu nominato primo comandante della scuola di Lancero, fornendo il nome di "Lancero" (nome che nasce in onore della prodezza liberatrice dei nostri Swamp Lanceros of Vargas) a questo prestigioso chiostro da combattimento; era una parte fondamentale nella trasformazione delle istituzioni, e permettendo di creare in questo modo il corso di Lancero per specializzare lo staff di sottotenenti come leader di piccole unità e come requisito per salire al grado di tenenti.
Assunse il comando nel periodo dal 6 dicembre 1955 fino al 15 gennaio 1957.
Si distinse per essere un ufficiale molto esigente nella Scuola Militare; tra i suoi più grandi successi c'è l'apertura, che gode il riconoscimento di fondatore/padre di un corso molto impegnativo che è stato consolidato dopo la formazione ricevuta negli Stati Uniti, e il suo più importante successo personale è la sua famiglia, avuta con la sig. Elena Avilan de Bernal discendente dai nobili spagnoli con cui ebbe 5 figli.
Lealtà, onore e sacrificio è lo slogan creato da lui negli anni in cui si affermerà come voce ufficiale della Fuerza Aérea Colombiana (FAC).

## Riconoscimenti
Per la sua vita dedicata alla milizia ha ricevuto molti riconoscimenti, tra cui quello di INTERLANZA (Asociación Internacional de Lanceros) per il suo grande risultato di fondare la Scuola di Lancieri.
Ha ricevuto la medaglia "Atti Distinti" per aver causato la morte di sedici terroristi durante lo sviluppo delle operazioni militari segrete nel Los LLanos colombiano.
Inoltre, le medaglie generale Gustavo Rojas Pinilla e Antonio Nariño, oltre ad ottenere il distintivo di Lanceros, dalla scuola di fanteria in cerimonia speciale presso la Scuola di Lanceros.
Il 3 giugno, nel 2010 è stato premiato con il distintivo di "Lancero Instructor".
Il maggiore Hernando Bernal Durán in pensione dal 1960, ha continuato la sua attività permanente negli affari militari e ha ricoperto diverse posizioni pubbliche, tra cui: 
- Primo Segretario del Consiglio della Colombia;
- Direttore del Traffico di Cundinamarca;
- Sindaco di Puente Aranda;
- Capo della sorveglianza e Sicurezza di Bogotà.

È spesso invitato d'onore nelle cerimonie di chiusura dei corsi dei Militari ed è membro onorario dell'Associazione Lanceros.
L'eredità che il signor sindaco Hernando Bernal Duran vuole lasciare a coloro che iniziano la loro vita militare consiste nel valore, sacrificio e nello sforzo, ricorda che bisogna avere di dedizione e vocazione per compiere le missioni affidate e di non dimenticare che sono eroi anonimi con la missione di difendere la nazione per amore alla sua patria.
D'altra parte, sottolinea che si sente realizzato, orgoglioso di aver contribuito alla milizia in Colombia, mettendo la sua professionalità e grande amore per il paese, la sua vita militare era la sua priorità adempiendo con onore al servizio alla nazione.